# Безбородьки
Безборо́дьки (укр. Безбородьки) — село в Великохуторской сельской общине Золотоношского района Черкасской области Украины.

## Население
Население по переписи 2001 года составляло 1211 человек.

### Языковой состав
Родной язык населения по данным переписи 2001 года:
| Язык       | Численность, чел. | Доля     |
| ---------- | ----------------- | -------- |
| Украинский | 1 159             | 95,71 %  |
| Русский    | 49                | 4,05 %   |
| Другое     | 3                 | 0,24 %   |
| Итого      | 1 211             | 100,00 % |

## История
Хутор, а потом деревня были приписаны к Преображенской церкви в Плешканах.
Есть на карте 1800 года как Коврай.
В июле 1995 года Кабинет министров Украины утвердил решение о приватизации находившегося здесь специализированного совхоза.
До административно-территориальной реформы 2020 года входило в состав Драбовского района Черкасской области.